# The Modern Lovers (album)
Az 1976-os The Modern Lovers a The Modern Lovers amerikai rock/proto-punk/garázsrock együttes első nagylemeze. Bár csak 1976-ban jelent meg, a dalokat 1972-ben rögzítették (a Hospitalt még 1971-ben). 2003-ban a Rolling Stone magazin Minden idők 500 legjobb albuma listáján a 381. helyre került, míg 2020-ban a 288. helyre. Szerepel az 1001 lemez, amit hallanod kell, mielőtt meghalsz című könyvben.

## Az album dalai
| 1. | Roadrunner    | Jonathan Richman | 4:04 |
| 2. | Astral Plane  | Richman          | 3:00 |
| 3. | Old World     | Richman          | 4:00 |
| 4. | Pablo Picasso | Richman          | 4:15 |

| 1. | She Cracked          | Richman | 2:53 |
| 2. | Hospital             | Richman | 5:31 |
| 3. | Someone I Care About | Richman | 3:37 |
| 4. | Girlfriend           | Richman | 3:51 |
| 5. | Modern World         | Richman | 3:40 |

## Közreműködők
- Jonathan Richman – ének, elektromos gitár
- Jerry Harrison – zongora, orgona, háttérvokál
- Ernie Brooks – basszusgitár, háttérvokál
- David Robinson – dob, háttérvokál

## Fordítás
- Ez a szócikk részben vagy egészben a The Modern Lovers (album) című angol Wikipédia-szócikk ezen változatának fordításán alapul.  Az eredeti cikk szerkesztőit annak laptörténete sorolja fel. Ez a jelzés csupán a megfogalmazás eredetét és a szerzői jogokat jelzi, nem szolgál a cikkben szereplő információk forrásmegjelöléseként.